# Ildefonso Leal
Ildefonso Leal (Sabana de Mendoza, Estado Trujillo, 22 de enero de 1932 - Los Teques, Estado Miranda, 7 de junio de 2015) fue un historiador, cronista, investigador, escritor y docente venezolano.

## Biografía
Comenzó sus estudios de primera enseñanza en Lagunillas en la Escuela Antonia Esteller y en esa misma población se desempeñó como obrero petrolero de la compañía Venezuelan Oil Concessions (VOC) entre los años 1946-1948. A partir de este último año, gracias a la ayuda brindada desde tierras zulianas por su señora madre María Gregoriana Leal Padilla, se residenció en la ciudad de Los Teques donde aprobó los cursos de segunda enseñanza en el Liceo Francisco de Miranda y en el Fermín Toro de Caracas. Contrajo matrimonio con María Torres de Leal, madre de sus tres hijos: Jorge Alfonso Leal Torres (falleció 2012) , Henry Gilberto Leal Torres e Ildefonso Leal Torres (falleció a los pocos meses de nacido). 
Luego ingresó en la Universidad Central de Venezuela de donde se licenció en Historia en 1956. En la misma institución obtuvo su grado de Doctor en Historia en 1962 con la máxima calificación. Fue becario del Consejo de Desarrollo Científico y Humanístico de esta casa de estudios para realizar estudios de postgrado en Historia de América, en la Facultad de Filosofía y Letras de la Universidad de Sevilla (1958) e investigaciones históricas en el Archivo General de Indias, en Sevilla, España (1958-1961 y 1972-1976). Ejerció la docencia en la Universidad Central de Venezuela como profesor titular y ocupó el cargo de Director del Archivo Histórico y Cronista de esa máxima casa de estudios (1980).
Fue incorporado el 6 de mayo de 1971 como Individuo de Número de la Academia Nacional de la Historia de Venezuela ocupando el sillón con la letra «O». También, ocupó el cargo de director del departamento de investigaciones históricas de esta Institución.
Fue miembro correspondiente de la Real Academia de la Historia (España), académico emérito de la Real Academia de la Historia Portuguesa y socio correspondiente de varias academias hispanoamericanas. En 1973 fue uno de los miembros fundadores de la Casa de Bello junto a Oscar Zambrano Urdaneta. También fue miembro del Círculo de Escritores de Venezuela, fundador del Ateneo de Los Teques y de la Biblioteca de Autores y Tema Mirandinos.
Aparte de desarrollar trabajos de investigación en los fondos documentales del Archivo General de Indias, en Sevilla, España, durante siete años, fue Investigador en el Archivo Histórico Nacional de Madrid y en el Archivo General de Simancas en Valladolid, España. En Caracas, Venezuela, examinó los repositorios documentales del Archivo General de la Nación de Venezuela; Registro Principal del Distrito Capital; Archivo Arzobispal; Archivo de la Academia Nacional de la Historia; Archivo Histórico de Miraflores; Archivo Histórico de la Contraloría General de la República; Archivo de la Catedral de Caracas; Archivo de la Casa Natal del Libertador; Archivo Histórico de la Universidad Central de Venezuela; Archivo Histórico de Mérida; Archivos de Barquisimeto, Quibor y El Tocuyo (Estado Lara); Archivo de la Catedral y Registro Principal de Los Teques, Estado Miranda y en el Registro Principal, en Trujillo, Estado Trujillo.
Falleció por insuficiencia respiratoria, a las 3:30 de la tarde del 7 de junio de 2015.

## Obra
- La Universidad de Caracas y la guerra de Independencia (1963)
- Historia de la Universidad de Caracas, 1721-1827 (1963)
- El Colegio de los Jesuitas de Mérida, 1628-1767 (1966, 1983)
- La Universidad de Caracas. 237 años de historia (1967)
- Documentos para la Historia de la Educación en Venezuela, Época Colonial (1968)
- El Claustro de la Universidad y su Historia, 1771-1756 (1970-1979)
- La Cultura Venezolana en el Siglo XVIII (1971)
- 250 años de la fundación de la Real y Pontifica Universidad de Caracas, 1721-1971 (1971)
- Libros y Bibliotecas en Venezuela Colonial, 1663-1767 (1978)
- El grado de bachiller en Artes de Andrés Bello (1978)
- Historia de la Universidad Central de Venezuela, 1721-1981 (1981)
- La Universidad de Caracas en los años de Bolívar. Actas del Claustro Universitario, 1783-1830 (1983)
- El Siglo XVIII Venezolano (1985)
- El Correo de la Trinidad Española, el primer periódico publicado por Venezuela, 1789 (1985)
- Don Vicente De Emparan: Un Personaje Polémico del 19 de abril de 1810 (1985)
- La Casona de la Hacienda Ibarra (1993, 1996)
- El Libro Parroquial más antiguo de Los Teques, 1777-1802  (1994)
- Nacimiento del Régimen Municipal de Los Teques. Actas del Cantón Guaicaipuro, 1853 (1998)
- A 100 años de Arturo Michelena (1999)
- El Primer Periódico de Venezuela y el Panorama de la Cultura en el Siglo XVIII (2002)

### Compilatorios
- Documentos del Real Cedulario de Caracas (1964)
- Cedulario de la Universidad de Caracas, 1721-1820 (1965)
- Documentos para la Historia de la Educación en Venezuela, Época Colonial (1968)
- Ha muerto el Libertador (1980)
- Los Teques, testimonios para su Historia (1997)